# Moji das Cruzes
Moji das Cruzes város Brazíliában, São Paulo államban. Lakosainak száma 450 785 fő (2020. július 1.). Moji das Cruzes Santa Isabel, Bertioga, Suzano, Itaquaquecetuba, Arujá, Biritiba-Mirim, Guararema, Santo André és Santos községekkel határos.

## Népesség
A település népességének változása:
| Lakosok száma | 330 241 | 387 779 | 424 633 | 430 901 | 450 785 | 451 505 |
|               | 2000    | 2010    | 2015    | 2017    | 2020    | 2022    |